# 雷頓的神秘之旅 卡翠愛兒與大富翁的陰謀
《雷頓的神秘之旅 卡翠愛兒與大富翁的陰謀》是由LEVEL-5开发的益智游戏，屬於雷顿教授系列。游戏于2017年7月20日在任天堂3DS平台发售，也在iOS和Android平台上架了付费下载版，已於2018年8月9日在任天堂Switch平台发售移植版《雷頓的神秘之旅 卡翠愛兒與大富翁的陰謀 DX》。改編動畫《雷頓 不可思議偵探社 ～卡特莉的解謎事件簿～》（日語：レイトン ミステリー探偵社 〜カトリーのナゾトキファイル〜）於香港電視娛樂ViuTV在2020年1月9日播映。

## 故事
| 章節 | 標題 | 說明 |
| ---- | ---- | ---- |
| 1    |      |      |
| 2    |      |      |
| 3    |      |      |
| 4    |      |      |
| 5    |      |      |
| 6    |      |      |
| 7    |      |      |
| 8    |      |      |
| 9    |      |      |
| 10   |      |      |
| 11   |      |      |
| 12   |      |      |

## 登場角色

### 主要角色
卡翠愛兒・雷頓（配音：有村架純／花澤香菜 （日本）、顧詠雪 （香港））
本作的女主角。艾尔夏尔·雷顿的女儿，昵称为“卡特莉”。雷頓神秘偵探社的老闆娘，有著開朗活潑的性格，自身熱愛甜點、紅茶與打扮。
於第20話得知自己並非雷頓教授的親生女兒，而是考古學家卡米拉·艾薩爾的孩子。
夏洛（配音：役所廣司／小杉十郎太 （日本）、何家裕 （香港））
会講人类的语言的狗。人类中只有卡特莉和诺亚能与他对话。作品中的吐槽擔當，同時負責狗界的偵探事件。
諾亞・蒙托爾（配音：坂口健太郎／池田恭祐 （日本）、張振熙 （香港））
卡特莉的助手兼偵探社員工，也是在學中的大學生。性格溫柔，在回憶篇自述在大學學校時被卡特莉拯救後開始暗戀卡特莉而成為他的助手。（真正名稱是︰尤利阿斯・艾倫德雷姆）
大吉嶺・阿斯波洛（配音：井上肇／多田野曜平、黑澤剛史（回想）（日本）、袁德基 （香港））
蘇格蘭場警官，常委託偵探探社調查案件。
傑拉爾丁·羅亞（配音：黑木美沙／山村響（日本）、陳雪瑩 （香港））
蘇格蘭場的犯罪分析官。視卡翠愛兒為對手。

### 七位富豪
舒歌拉・葛爾福瑞夫人（配音： 田中晶子 / 同左）
七富豪之首，身形肥胖的中年女性。養有寵物佩特利。
莉德麗・弗里明斯（配音：長尾明希 / 同左、春名風花（童年））
倫敦的一位年輕女市長。在父親去世後成為繼承人。很喜歡大型節日。 籌集在泰晤士河舉行的“河畔節”。
妹妹朵拉（配音：中原麻衣），侄女瑪羅（配音：原紗友里）於第16集登場；父親（配音：高橋伸也），母親（配音：寺依沙織)在她的回憶中出場。
克拉克・高斯貝克（配音：杉野田貫 / 同左）
經營電影院。動畫版則是格斯佩克商會的會長。動畫版中妻子海倫（配音：小林さやか（日本）、莊巧兒（香港））及女兒艾麗（配音：戶松遙（日本）、羅婉楓（香港））亦有登場。
安特莉亞・昆特（配音：末柄里惠 / 同左）
昆特家的當家，現年20歲。18歲時因父母墜機身亡而繼承遺產。少年達里爾（配音：日野美步）經常拜訪其家。
扎克・拉伊艾爾（配音：乃村健次 / 同左）
朗洛拿集團的董事長，持有朗洛拿銀行。
馬克・斯卡羅伊德（配音：川中子雅人 / 同左）
報館《倫敦時報》的老闆。第一代鼠鼠俠。
亨利·阿瑟蘭德（配音：後藤哲夫 / 同左（第28集）、佐佐木睦（第47、48集）（日本）、黃志明 （香港））
經營造船業。

### 其他人物
哈里・吉爾莫德（配音：無 / 塾一久、濱野大輝（青年）、れいみ（童年））
電影導演。
哈珀（配音：無 / 天田益男、野川雅史（青年）（日本）、黃志明 （香港））
電影編劇。
阿蒙（配音：無 / 吉田健司）
電影放映師。為電影院放映機命名「阿帕天娜」及「露莎蓮」。飼養鷯哥「噗噗斯科」。
波爾特（配音：無 / 長）
昆因特家的管家。
雷齊・因扎特（配音：後藤ヒロキ / 同左）
甜品店的店長。馬可的雙生兄弟。曾假扮時間怪盜時鐘俠安慰少年斯哥特（配音：松浦裕美子）。
馬可・因扎特（配音：後藤ヒロキ / 同左）
大笨鐘的維修技師。雷齊的雙生兄弟。
羅伊・寇拉德（配音：中務貴幸 / 同左）
《倫敦時報》的總編輯。部份劇份於動畫版被少年奧（配音：朝井彩加）代替。
皮特（配音：無 / 佐藤友啟）
《倫敦時報》的記者。有名叫辛迪（配音：布萊德庫特·莎拉·惠美（日本）、石梓晴（香港））的女友。
艾尼莎・邁耶（配音：日野由利加 / 同左）
朗洛拿銀行總經理。
雷納德（配音：かぬか光明 / 同左）
曾是大型豪華遊輪格蘭伊麗莎白號的船長。妻子名叫麗茲（配音：川上彩）。
莉莉婭・阿斯波華羅（配音：定岡小百合 / 同左、西川舞（回憶））
阿斯波華羅警官的妻子。
埃爾賓（配音：多田野曜平 / 安原義人）
格雷森海拉大學的教授。植物遺傳學權威。女兒叫蘿絲（配音：前川涼子（日本）、楊婉潼 （香港））。
諾曼・布列頓尼亞斯（配音：三上哲 / 同左（日本）、（香港））
蘇格蘭場警官，阿斯波華羅的競爭對手。

### 動畫登場人物
艾爾夏爾·雷頓（配音：山寺宏一（日本）、何偉誠 （香港））
於第10話登場，有名的考古學家，解謎的專家，頭戴紳士帽的英國紳士。卡翠愛兒的養父，收養一出生即失去雙親的卡翠愛兒為女兒。於調查秘寶雷利克斯時失蹤。與女兒一樣喜愛紅茶，卡翠愛兒的帽子就是他送的。
路克・特萊頓（配音：齊藤壯馬（日本）、譚禹晋 （香港））
於第10話登場，與梅亞莉娜在美國結了婚。在第20話時，見證了卡翠愛兒的出生。
羅澤嬸嬸（配音：真山亞子）
於第10話登場。卡翠愛兒年幼時的保姆，也是告訴她其身世的人。
梅亞莉娜・特萊頓（配音：瀨戶麻沙美）
於第10話登場，路克的妻子。
堂・保羅（配音：稻葉實）
於第10話登場。
緋・阿魯汀巴蘭（配音：津田健次郎）
於第34話登場，於100年前活躍並被比作傳說的天才偵探。
賽斯・伯格曼（配音：村治學）
服裝品牌「天使之箭」的設計師。
本格利（配音：篠田南（日本）、莊巧兒 （香港））
格雷森海拉大學的天才學生，11歲升讀大學，諾亞的前輩。與黛西為情侶。
黛西（配音：矢作紗友里）
格雷森海拉大學的天才學生，11歲升讀大學，諾亞的前輩。與本格利為情侶。
凱麗（配音：ニケライ・ファラナーゼ）
瑪瓏的保姆。
敏坦・巴恩斯（配音：利根健太朗）
種植小麥。其農場曾出現麥田怪圈。愛慕謝拉爾丁。

## 動畫
动画以《雷顿神秘侦探社 ～卡特莉的解谜事件簿～》为标题，2018年4月8日起开始播出。电视动画与游戏版声优有所不同。

### 主题曲
片头曲
（第1话 - 第25话）
作词、作曲：水野良树，编曲：近藤隆史、田中ユウスケ，演唱：足立佳奈
（第26话 - 第50话）
作词、演唱：安田レイ，作曲：白根一成，编曲：玉井健二、南田健吾
片尾曲
（第1话 - 第25话）
作词、作曲：槙原敬之，编曲：佐桥佳幸，演唱：花泽香菜
第13话开始片尾曲动画有所更改。
（第26话 - 第50话）
作词：いしわたり淳治、森大輔、岡田健次良，作曲：森大輔、岡田健次良，编曲：イワツボコーダイ、堀越亮，演唱：J☆Dee'Z

### 各话列表
| file    | 日文标题 | 中文标题                               | 香港標題                               | 剧本             | 分镜             | 演出                                                                                   | 作画监督 | 总作画监督                   |
| ------- | -------- | -------------------------------------- | -------------------------------------- | ---------------- | ---------------- | -------------------------------------------------------------------------------------- | --- | ---------------------------- |
| file 1  |          | 卡特莉艾尔与不可思议之家               | 卡特莉艾爾與不可思議的房子             | 日野晃博         | 满仲劝           | 横山和基                                                                               | 五月麻帆、柳田幸平、金久保典江                                                                                | 小野田贵之                   |
| file 2  |          | 卡特莉艾尔与恶魔的礼服                 | 卡特莉艾爾與惡魔禮服裙                 | 小峰裕之         | 井出安轨         | 牧野友映                                                                               | 市桥雄一、大竹晃裕、齐藤亮、 佐藤桂、重国浩子                                                                 | 三岛千枝                     |
| file 3  |          | 卡特莉艾尔与复活的尸体                 | 卡特莉艾爾與復生的屍體                 | 森迅史           | 渡边彻明         | 高田美里                                                                               | 小仓典子、浦岛美纪                                                                                            | 山口飞鸟                     |
| file 4  |          | 卡特莉艾尔与世纪大怪盗                 | 卡特莉艾爾與世紀大怪盜                 | 赤尾凸           | 吉田泰三         | 曾根利幸                                                                               | 佐藤弘明 | 奥野治男                     |
| file 5  |          | 卡特莉艾尔与幸运的男人                 | 卡特莉艾爾與幸運男子                   | 近藤祐次         | 石乡冈范和       | 石乡冈范和                                                                             | 石崎裕子、松冈谦治                                                                                            | 小野田贵之                   |
| file 6  |          | 卡特莉艾尔与穿越时空的巴士             | 卡特莉艾爾與穿越時空的巴士             | 广原伸彦         | 井出安轨         | 白石道太                                                                               | 大竹晃裕、佐藤桂、齐藤亮、 市桥雄一、坂口苍星、重国浩子                                                       | 三岛千枝                     |
| file 7  |          | 耗子侠归来                             | 鼠鼠俠歸來                             | 小峰裕之         | 山内爱弥         | 山内爱弥                                                                               | 金久保典江、柳田幸平、吉田伊久雄、 森悦史、服部益实                                                           | 山口飞鸟                     |
| file 8  |          | 一亿英镑随风而去                       | 一亿英镑随风而去                       | 赤尾凸           | 坂田纯一         | 村山靖                                                                                 | 重松晋一、粟井重纪、樱井拓郎、 鸟山冬美                                                                       | -                            |
| file 9  |          | 摩天楼染上猫的颜色                     | 貓的秘密                               | 森迅史           | 渡边彻明         | 渡边彻明                                                                               | 杉田丸美、渡边爱                                                                                              | 小野田贵之                   |
| file 10 |          | 雷顿教授与秘宝雷利克斯 第一章          | 雷顿教授与秘宝雷利克斯 第一章          | 日野晃博         | 高桥成世         | 石仓礼                                                                                 | 山崎展义、志贺道宪                                                                                            | 三岛千枝                     |
| file 11 |          | 天堂电影院怪异事件                     | 怪事件天堂電影院                       | 近藤祐次         | migmi            | [ a ]                                                                                  | 渡边一平太、佐藤弘明                                                                                          | 山口飞鸟                     |
| file 12 |          | 阿斯波洛的伦敦假日                     | 阿斯波華羅的倫敦假日                   | 广原伸彦         | 吉田泰三         | 小林孝志                                                                               | 北岛勇树、宇都木勇、清原寮                                                                                    | 奥野治男                     |
| file 13 |          | 卡特莉艾尔与分身                       | 卡特莉艾爾與分身奇譚                   | 小峰裕之         | 坂田纯一         | 村山靖                                                                                 | 山村俊了、樱井拓郎、鸟山冬美                                                                                  | 小野田贵之                   |
| file 14 |          | 天才分析官杰拉尔丁·罗亚                | 天才分析官謝拉爾丁羅亞                 | 广原伸彦         | 今泉贤一         | 赤井倍人                                                                               | 大畠弘后、日高真由美                                                                                            | 三岛千枝                     |
| file 15 |          | 卡特莉艾尔与怪圈                       | 卡特莉艾爾與麥田怪圈                   | 森迅史           | 横山和基         | 横山和基                                                                               | 铃木绘万、柳田幸平、森悦史、 清水博幸、服部益实                                                               | 山口飞鸟                     |
| file 16 |          | 卡特莉艾尔与大熊猫的行进               | 卡特莉艾爾與熊貓遊行                   | 赤尾凸           | 野上和男         | 野上和男                                                                               | 市桥雄一、大竹晃裕、齐藤亮、 坂口苍星、佐藤桂、重国浩子、 松本纯平、横尾雄太、小川绘里                        | 奥野治男                     |
| file 17 |          | 卡特莉艾尔与伦敦的怪物                 | 卡特莉艾爾與倫敦怪物                   | 近藤祐次         | 曽根利幸         | 曽根利幸                                                                               | 柳田幸平、金久保典江、森悦史 清原寮、清水博幸、服部益实                                                       | 小野田贵之                   |
| file 18 |          | 莫伦特利快车与3个事件                  | 莫蘭特里快車與三宗案件                 | 小峯裕之         | 吉田泰三         | 川瀬まさお                                                                             | 渡辺愛、杉田まるみ                                                                                            | 三島千枝                     |
| file 19 |          | 孤独的幽灵                             | 害怕孤單的幽靈                         | 近藤祐次         | 坂田純一         | ウエノ史博                                                                             | 管振宇、櫻井拓郎、鳥山冬美 松下清志、李少雷                                                                   | 山口飛鳥                     |
| file 20 |          | 雷顿教授与秘宝雷利克斯 第二章          | 雷顿教授与秘宝雷利克斯 第二章          | 日野晃博         | 高橋成世         | 河野亜矢子                                                                             | 本村晃一、杉生祐一                                                                                            | -                            |
| file 21 |          | 卡特莉艾尔与香气四溢的迷宫             | 卡特莉艾爾與香甜迷宮路                 | ヒロハラノブヒコ | 渡邉徹明         | 渡邉徹明                                                                               | 高橋成之 | 小野田貴之                   |
| file 22 |          | 超高性能机器人 SKETMAN                 | 超高性能機械人小助                     | 赤尾でこ         | 石倉礼           | 石倉礼                                                                                 | 西田美弥子、棚澤香織、山崎展義 原田峰文、志賀道憲、山田香央里 百瀬恵美子                                      | 三島千枝                     |
| file 23 |          | 卡特莉艾尔与办公室潜入大作战           | 卡特莉艾爾與辦工室潛入大作戰           | 森ハヤシ         | 佐藤みほ         | 駒田由貴                                                                               | 小川エリ、金久保典江、角谷理 森悦史                                                                           | 山口飛鳥                     |
| file 24 |          | 时钟机关甜点                           | 發條甜品                               | 小峯裕之         | 今泉賢一         | 村田尚樹 牧野友映                                                                      | 坂口蒼星、松本純平、市橋雄一 横尾雄太、佐藤桂、斉藤晃 大竹晃裕、重国浩子                                      | 奥野治男                     |
| file 25 |          | 爱的诗篇 河畔庆典                      | 愛情故事，河畔節                       | 赤尾でこ         | 坂田純一         | ウヱノ史博                                                                             | 松本勝、管振宇、鳥山冬美 櫻井拓郎                                                                             | 小野田貴之                   |
| file 26 |          | 诺亚的日记                             | 諾亞的日記                             | 近藤祐次         | 仲澤慎太郎       | 古賀一臣                                                                               | 今岡律之、大竹晃裕、久々ぎん、 日高真由美、室山祥子、森悦人                                                   | 三島千枝                     |
| file 27 |          | 逃亡者卡特莉                           | 逃亡者卡特莉                           | 森ハヤシ         | 横山和基         | 柳田幸平、金久保典江、原修一、 角谷理、森悦史、星野初音、 川口弘明、植竹康彦、奥野倫史 | 山口飛鳥 |                              |
| file 28 |          | 泰晤士女神再度微笑                     | 泰晤士女神嫣然再笑                     | ヒロハラノブヒコ | 林宏樹           | 小林孝志                                                                               | 北島勇樹、古徳真美、清原寮、 宇都木勇                                                                         | 奥野治男                     |
| file 29 |          | 卡特莉艾露與尼斯湖水怪                 | 卡特莉艾爾與尼穆湖水怪                 | 近藤祐次         | 川崎芳樹         | 藤田健太郎                                                                             | 武田牧子 | 小野田貴之                   |
| file 30 |          | 卡特莉艾露與不死的吸血鬼               | 卡特莉艾爾與不死的吸血鬼               | 森ハヤシ         | 吉田泰三         | 玉田博                                                                                 | 大竹晃裕、板本千代子、松本純平、 市桥雄一、齐藤亮                                                             | 三島千枝                     |
| file 31 |          | 卡特莉艾露與妻子是魔女                 | 卡特莉艾爾與太太是魔女                 | 赤尾でこ         | 坂田純一         | 牧野友映                                                                               | 大竹晃裕、板本千代子、松本純平、 市桥雄一、齐藤亮、三島千枝、 手島典子、橫尾雄太、重国浩子                    | 山口飛鳥                     |
| file 32 |          | 卡特莉艾露與星之王子                   | 卡特莉艾爾與小王子                     | 小峯裕之         | 今泉賢一         | 白石道太                                                                               | 関口雅浩、森悦史、日高真由美                                                                                  | 奥野治男                     |
| file 33 |          | 卡特莉艾露與宇宙飛船本格里安號殺人事件 | 卡特莉艾爾與宇宙飛船本格利安號殺人事件 | ヒロハラノブヒコ | 仲澤慎太郎       | 駒田由貴                                                                               | 柳田幸平、清原寮、金久保典江、 児玉健一                                                                       | 小野田貴之                   |
| file 34 |          | 雷頓教授與秘寶雷利克斯 第三章          | 雷頓教授與秘寶雷利克斯 第三章          | 日野晃博         | 高本宣弘         | 江島泰男                                                                               | 市橋雄一、大竹晃裕、齐藤亮、 板本千代子、小梶慎也、西真由子、 中野良一                                        | 三島千枝 小野田貴之 高田謠子 |
| file 35 |          | 雷頓教授與秘寶雷利克斯 第四章          | 雷頓教授與秘寶雷利克斯 第四章          | 日野晃博         | 高橋さつき       | 河合滋樹                                                                               | 辻早智子、浅見日香留                                                                                          | 山口飛鳥                     |
| file 36 |          | 被詛咒的倫敦時裝秀                     | 被詛咒的倫敦時裝秀                     | 小峯裕之         | Royden B         | ひろしまひでき                                                                         | 大西陽一、小野田貴之                                                                                          | 奥野治男                     |
| file 37 |          | 米唐 新的野心                          | 敏坦 新的野心                          | 森ハヤシ         | 坂田純一         | ウヱノ史博                                                                             | 松本勝次、鳥山冬美、神垣弥美、 櫻井拓郎、李少雷、松下清志                                                     | 小野田貴之                   |
| file 38 |          | 起舞的蘇格蘭場大搜查線                 | 跳躍蘇格蘭場大搜查線                   | 赤尾でこ         | 石倉礼           | 村田尚樹                                                                               | 市橋雄一、大竹晃裕、齐藤亮、 板本千代子、三島千枝、西道拓哉                                                   | 三島千枝                     |
| file 39 |          | 卡特莉艾露與透明的嬰兒                 | 卡特莉艾爾與透明嬰兒                   | 近藤祐次         | 横山和基         | 横山和基                                                                               | 小川エリ、柳田幸平、原修一、 児玉健一                                                                         | 山口飛鳥                     |
| file 40 |          | 傑拉爾丁·羅亞與最後的客人              | 謝拉爾丁羅亞與最後的顧客               | ヒロハラノブヒコ | 今泉賢一         | 木村忠太郎                                                                             | 小野田貴之、平山寬菜、油布京子、 柏淳樸志                                                                     | 小野田貴之                   |
| file 41 |          | 卡特莉艾露與古怪的靈異照片             | 卡特莉艾爾與奇妙的靈異照片             | 小峯裕之         | 内海花           | 内海花                                                                                 | 西道拓哉，石原彩子，宮永あずさ                                                                                | 原修一                       |
| file 42 |          | 名偵探夏洛・克福爾摩斯                 | 名偵探夏洛・克福爾摩斯                 | 森ハヤシ         | 吉田泰三         | 小林孝志                                                                               | 北島勇樹，寿夢龍，宇都木勇 清原寮，古徳真美                                                                   | 三島千枝                     |
| file 43 |          | 卡特莉艾露與恐怖城堡VR                 | 卡特莉艾爾與恐怖城堡VR                 | 近藤祐次         | 坂田純一         | 池田ユウキ                                                                             | 児玉健二、清原寮、山本晃宏、 前原薫、清水博幸、角谷理                                                         | 山口飛鳥                     |
| file 44 |          | 卡特莉艾露與料理的超人                 | 卡特莉艾爾與料理超人                   | ヒロハラノブヒコ | 山内愛弥         | 村田尚樹、大島克也、 池田ユウキ、山内愛弥                                              | 大竹晃裕、市橋雄一、斉藤亮、 坂本千代子、大野勉、角谷理                                                       | 小野田貴之                   |
| file 45 |          | 卡特莉艾露與幽靈俱樂部                 | 卡特莉艾爾與幽靈俱樂部                 | 赤尾でこ         | 川尻健太郎       | 川尻健太郎                                                                             | 高田謡子、やまだまや、山本晃宏、 古谷梨絵、児玉健二、阿部達也、 原修一、小野田貴之、森悦司、 宮永あずさ       | 原修一                       |
| file 46 |          | 卡特莉艾露與蒙娜麗莎百面相             | 卡特莉艾爾與千變萬化的蒙娜麗莎         | 森ハヤシ         | 牧野友映         | 牧野友映                                                                               | 市橋雄一、大竹晃裕、大野勉、 斉藤亮、坂本千代子、重國浩子、 松本純平                                          | 三島千枝                     |
| file 47 |          | 大富豪阿里阿德涅的陰謀 前篇            | 大富豪阿里阿德涅的陰謀 前篇            | 小峯裕之         | 坂田純一         | ウヱノ史博                                                                             | 松本勝次、管振宇、鳥山冬美、 櫻井拓郎、神垣弥生                                                               | 山口飛鳥                     |
| file 48 |          | 大富豪阿里阿德涅的陰謀 後篇            | 大富豪阿里阿德涅的陰謀 後篇            | 小峯裕之         | 森邦宏           | 島村大輔                                                                               | 坂本千代子、大竹晃裕、斉藤亮、 市橋雄一                                                                       | 三島千枝                     |
| file 49 |          | 雷頓教授與秘寶雷利克斯 第五章          | 雷頓教授與秘寶雷利克斯 第五章          | 日野晃博         | 高橋さつき       | 高橋さつき                                                                             | 前田学史、浅見日香留                                                                                          | 小野田貴之                   |
| file 50 |          | 雷頓教授與秘寶雷利克斯 終曲            | 雷頓教授與秘寶雷利克斯 最終章          | 日野晃博         | 横山和基、満仲勧 | 横山和基、migmi、満仲勧                                                                | 高田謡子、奥野治男、小野田貴之、 柳田幸平、やまだまや、古谷梨絵、 児島健二、鳥山冬美、坂本千代子、 飯野まこと | -                            |

### 播放電視台

#### 日本國內
| 播放日期                     | 播放时间（UTC+9）  | 播放电视台     | 播放区域       | 备注              |
| ---------------------------- | ------------------ | -------------- | -------------- | ----------------- |
| 2018年4月8日 - 2019年3月31日 | 星期日 8:30 - 9:00 | 富士电视台     | 关东广域圈     | 参加制作          |
|                              |                    | 北海道文化放送 | 北海道         |                   |
|                              |                    | 仙台放送       | 宫城县         |                   |
|                              |                    | 东海电视台     | 中京广域圈     |                   |
|                              |                    | 冈山放送       | 冈山县、香川县 |                   |
|                              |                    | 西日本电视台   | 福冈县         |                   |
| 2018年4月15日 - 2019年4月7日 | 星期日 6:30 - 7:00 | 关西电视台     | 近畿广域圈     |                   |
| 2018年6月2日 -               | 星期六 8:00 - 8:30 | Animax         | 日本全国       | BS/CS卫星，有重播 |

| 播放日期        | 播放时间  | 播放网站 | 2018年4月8日 - 2019年3月31日 |
| --------------- | --------- | -------- | ---------------------------- |
| 日曜 9:00 更新  | FOD       |          | 2018年4月15日 - 2019年4月7日 |
| 日曜 12:00 更新 | d动画商城 |          |                              |

| 富士电視台 星期日8:30 - 9:00                         | 富士电視台 星期日8:30 - 9:00                                        | 富士电視台 星期日8:30 - 9:00 |
| ---------------------------------------------------- | ------------------------------------------------------------------- | ---------------------------- |
|                                                      | 雷頓神秘偵探社－ 卡特莉的解謎事件簿 （2018年4月8日－2019年3月31日） |                              |
| 怪物獵人物語 RIDE ON （2016年10月2日－2018年4月1日） | 日曜报道 THE PRIME （2019年4月7日 - ）                              |                              |

#### 日本國外
| ViuTV 星期四、五 16:30 - 17:00                                          | ViuTV 星期四、五 16:30 - 17:00                                            | ViuTV 星期四、五 16:30 - 17:00                |
| ----------------------------------------------------------------------- | ------------------------------------------------------------------------- | --------------------------------------------- |
|                                                                         | 雷頓 不可思議偵探社 ～卡特莉的解謎事件簿～ （2020年1月9日－6月26日）      |                                               |
| 花樣河童 第1～80集                                                      | PJ Marks2                                                                 |                                               |
| 星期六、日 16:00 - 16:30 7月17日及7月18日 15:30 - 16:30（一連播放兩集） |                                                                           |                                               |
| 見習神仙精靈 2 第1期，第67－102集 重播                                  | 雷頓 不可思議偵探社 ～卡特莉的解謎事件簿～ 重播 （2021年2月6日－7月18日） | 東奧2020 - 午間直擊 ↓ 決鬥大師2018 第2季 重播 |

### BD / DVD
| 卷数        | 发售日期          | 收录话数        | 规格编号    |
| Blu-ray BOX | Blu-ray BOX       | Blu-ray BOX     | Blu-ray BOX |
| ----------- | ----------------- | --------------- | ----------- |
| 1           | 2018年8月17日     | 第1話 - 第12話  | PCXP-60091  |
| 2           | 2018年11月21日    | 第13話 - 第24話 | PCXP-60092  |
| 3           | 2019年2月20日     | 第25話 - 第36話 | PCXP-60093  |
| 3           | 2019年6月19日預定 | 第37話 - 第50話 | PCXP-60094  |
| DVD         |                   |                 |             |
| 1           | 2018年8月17日     | 第1话 - 第4话   | PCBP-54001  |
| 2           | 2018年8月17日     | 第5话 - 第8话   | PCBP-54002  |
| 3           | 2018年8月17日     | 第9话 - 第12话  | PCBP-54003  |
| 4           | 2018年9月19日     | 第13話 - 第16話 | PCBP-54004  |
| 5           | 2018年10月17日    | 第17話 - 第20話 | PCBP-54005  |
| 6           | 2018年11月21日    | 第21話 - 第24話 | PCBP-54006  |
| 7           | 2018年12月19日    | 第25話 - 第28話 | PCBP-54007  |
| 8           | 2019年1月16日     | 第29話 - 第32話 | PCBP-54008  |
| 9           | 2019年2月20日     | 第33話 - 第36話 | PCBP-54009  |
| 10          | 2019年3月20日     | 第37話 - 第40話 | PCBP-54010  |
| 11          | 2019年4月17日     | 第41話 - 第44話 | PCBP-54011  |
| 12          | 2019年5月15日預定 | 第45話 - 第48話 | PCBP-54012  |
| 13          | 2019年6月19日預定 | 第49話 - 第50話 | PCBP-54013  |